# Eugenio Siller
Eugenio Siller Margain (Tampico, 1981. április 5. –) mexikói színész, énekes és modell.

## Élete és pályafutása
1998-ban Eugenio tagja lett a Klishé nevű zenekarnak, amelyben a bátyjával és két barátjával alapított. Később modellkedéssel foglalkozott Olaszországban. 2005-ben kezdett el komolyabban érdeklődni a színészet iránt. 2006-ban a nagy áttörést a Rebelde című telenovella hozta meg Eugenio számára, amelyben Luciano karakterét formálta meg.
Ezután szerepet kapott a Código Postal című tinisorozatban, amelyben Rafael Rojas Alonso szerepében láthatták viszont a nézők. Szintén 2007-ben megkapta élete első főszerepét az Al Diablo con los Guapos (Pokolba a szépfiúkkal!) című telenovellában, amelyben Alejandro Belmonte karakterét formálta meg. Ebben a telenovellában együtt játszott Allisson Lozzall-lal, Altair Jarabóval, Georgina Salgadóval, Laura Floresszel és César Évorával.
Ebben az évben még két TV műsorban is szerepelt: a 50 Años de la Telenovela: Mentiras y Verdades-ben és a Los 5 Magnificos-ban. 2008-ban szerepelt a Premios TVyNovelas és a Verdades y Mentiras című TV-műsorokban is. 2009-ben főszerepet kapott a Mi Pecado (Én bűnöm) című telenovellában, amelyben Julian Huerta Almada szerepét játszotta.
Ebben a telenovellában együtt játszott Maite Perronival, Altair Jarabóval és Francisco Gattornóval. 2010-ben szerepet kapott az Aurora című sorozatban, amiben Martín Lobos szerepében tűnt fel. Ebben együtt játszott Sonya Smithszel, Sara Maldonadóval, Aylín Mújicával és Pablo Azarral.
Legújabb telenovellája az Una Maid En Manhattan, amelyben a főhős Cristóbal Parker Salas szerepét formálta meg Litzy mellett.
2013-ban főszerepet kapott a Reina de Corazones (Emlékezz, Reina!) című sorozatban, megkapta Nicolas Núñez és Javier Bolivar szerepét, együtt játszott Paola Nuñezzel, Juan Solerrel, Catherine Siachoquéval, és Laura Floresszel.
2015-ben kettős szerepet kapott a "Quien es Quien" (Éld az életem!) telenovellában, ahol a Fuentemayor ikreket alakította.

## Filmográfia
| Év        | Magyar cím             | Eredeti cím              | Szerep                                               | Megjegyzések                                                          |
| --------- | ---------------------- | ------------------------ | ---------------------------------------------------- | --------------------------------------------------------------------- |
| 2006      |                        | Rebelde                  | Luciano                                              | visszatérő szerep                                                     |
| 2007      |                        | Codigo postal            | Rafael Rojas                                         | visszatérő szerep (200 epizód)                                        |
| 2007–2008 | Pokolba a szépfiúkkal! | Al diablo con los guapos | Alejandro Belmonte Arango                            | - főszereplő - magyar hangja:[forrás?] - Előd Álmos - Markovics Tamás |
| 2009      | Az én bűnöm            | Mi pecado                | Julian Huerta Almada                                 | - főszereplő - magyar hangja:[forrás?] - Dévai Balázs                 |
| 2010–2011 | Aurora                 | Aurora                   | Martín Lobos                                         | főszereplő                                                            |
| 2011      | Csoda Manhattanben     | Una Maid en Manhattan    | Cristóbal Parker Salas                               | - főszereplő - magyar hangja:[forrás?] - Dévai Balázs                 |
| 2014      | Emlékezz, Reina!       | Reina de Corazones       | Nicolás Núñez 'A sárkány' / Javier Bolivar           | - főszereplő - magyar hangja:[forrás?] - Dévai Balázs                 |
| 2015–2016 | Éld az életem!         | ¿Quién es Quién?         | Leonardo Fuentemayor / Pedro Pérez González "Perico" | - főszereplő - magyar hangja:[forrás?] - Dévai Balázs                 |

## Diszkográfia
- Con Devocion
- Dame de ti
- Devocion
- Amor Violento
- Eugenio Siller – singles
- Eugenio Siller – Aurora Hits